# Mit Himbeergeist geht alles besser
Mit Himbeergeist geht alles besser ist eine satirisch angehauchte, österreichische Filmkomödie aus dem Jahr 1960 über die Aufbau- und Wirtschaftswunder-Zeit im Nachkriegsdeutschland, gestaltet nach einer Vorlage von Johannes Mario Simmel. Unter der Regie von Georg Marischka spielten O. W. Fischer und Marianne Koch die Hauptrollen.

## Handlung
Bundesrepublik Deutschland 1960, auf dem Höhepunkt des Wirtschaftswunders. Der erfolgreiche Geschäftsmann Philip Kalder soll zum Ehrenbürger seiner Stadt ernannt werden. Einem Reporter will er aber zuvor die Geschichte seines äußerst abwechslungsreichen Lebens erzählen. Und so beginnt er. Rückblende: Während des Zweiten Weltkriegs ist der ebenso gewitzte wie wendige Kalder in alliierte Kriegsgefangenschaft geraten. Mit etwas Glück und seiner ihm eigenen Dreistigkeit gelingt es ihm, selbiger zu entkommen. Da die Amerikaner in seiner Heimatstadt nunmehr das Sagen haben, schlüpft er kurzerhand in die Kostümierung eines US-Captains und betätigt sich als Schieber. Überall in den westlichen Besatzungszonen herrscht Goldgräberstimmung, und Kalder ist stets mittendrin. Sein gefragtes Gut, das er mit Hilfe der aus verarmtem Adel stammenden und bei der Army-Verwaltung in Frankfurt am Main untergekommenen Hilde von Hessenlohe an den Mann bringt, ist zunächst Metallschrott in jeder Form. Erst einmal auf den Trichter gekommen, beginnt Philipp bald sein Vermögen durch dubiose Waffengeschäfte ordentlich zu vermehren. Auch hier ist sein Geschäftsgebaren nahe dem Betrug, denn er haut mit Hilfe der ansehnlichen Tänzerin Chou-Chou den früheren Oberst Helmut Niederberger übers Ohr und verdient sich dabei eine Million Mark.
Kalder versteht es blendend, die Profiteure des Aufschwungs, die Nutznießer der Wirtschaftswunderjahre, abzuschöpfen. Er kreuzt die Militärs, Altnazis und Hasardeure ebenso wie die saturierten Kriegsgewinnler, wie beispielsweise den feisten Sepp Reber. Der ehemalige Kunstexperte der Nazis, der rechtzeitig 20 Millionen Dollar nach Lissabon transferiert hatte, um sich dort zur Ruhe zu setzen, führt den erstaunten Kalder durch seine Sammlung, wobei auch das Thema Nazi-Beutegut zur Sprache kommt. Vor einem Gemälde der drei Grazien stehend, stellt Kalder fachmännisch fest: „Von Rubens“. „Aber nein“, kontert Reber, „vom Rothschild“. Bei seiner letzten Idee aber wird Kalder selbst zum Opfer. Der Glücksritter verspricht einem Kunstfreund ein berühmtes, aber unverkäufliches Meisterwerk der Kunstgeschichte zu organisieren: die Venus von Milo. Doch in dessen Besitz muss er erst einmal kommen. Dazu benötigt Kalder die Hilfe der verführerischen, jedoch wie er nicht allzu moralischen Suzie, einer kleinen Femme fatale. Dieses junge Mädchen hilft Philip zwar bei diesem Deal, nimmt ihm aber schließlich sein ganzes Vermögen wieder ab. Reuevoll kehrt Kalder zu der grundanständigen Hilde nach Frankfurt zurück und will fortan nur noch auf ehrliche Weise reich werden. Und so beginnt der ganze Reigen von vorn, doch diesmal bringen Philips sauberer gewordene Geschäftspraktiken ihm nicht nur neues Geld, sondern sogar die Ehrenbürgerwürde der Stadt Frankfurt ein.

## Produktionsnotizen
Mit Himbeergeist geht alles besser kam am 1. November 1960 in Hamburg erstmals in die Kinos. Im heimatlichen Österreich lief diese Sascha-Film-Produktion erst am 18. November desselben Jahres an. Es handelte sich dabei um die (nach Mein Schulfreund mit Heinz Rühmann) zweite Verfilmung einer Simmel-Vorlage im deutschsprachigen Film. Im folgenden Jahr drehte Fischer zwei weitere Simmel-Adaptionen, mit denen er einen noch größeren Erfolg verzeichnen sollte: Es muß nicht immer Kaviar sein und Diesmal muß es Kaviar sein.
Die Herstellungsleitung hatte Conrad von Molo, die Produktionsleitung Karl Schwetter. Die Bauten entwarf Fritz Jüptner-Jonstorff, die von Alexander Sawczynski ausgeführt wurden. Die Kostüme stammten von Gerdago. Herbert Janeczka, Alfred Norkus und zwei weitere Kollegen sorgten für den guten Ton. Franz Josef Gottlieb war einer von zwei Regieassistenten.

## Kritiken
„Otto Wilhelm Fischer, einst Deutschlands höchstdotierter Filmsinnierer, stürzte sich von seinem selbstgezimmerten Kothurn in die Niederungen des platten Schwanks. Als Verkleidungs-Komiker betätigt er sich bei Unterhosen-Sexappeal nunmehr anscheinend endgültig im Rollenfach der Willy Millowitsch, Oskar Sima und Heinz Erhardt.“

„Ein Mann wird … zum Ehrenbürger seiner Stadt ernannt und erzählt … einem Reporter sein tolles Leben. Er war nacheinander Schnapshändler, Soldat, Ausbrecher aus dem Kriegsgefangenenlager, Träger einer amerikanischen Offiziersuniform, Schwarzhändler mit Schrott, Schieber in Kunstwerken und ist zuletzt Fabrikant in Papiertüchern für den Toilette-Bedarf. Da steckt Komik drin, und O. W. Fischer spielt sie mit solch einer Verve aus, daß eine Posse für die Armen im Geiste daraus wird. (…) Seine üble These, daß er sich für sechs Jahre Krieg … schadlos halten muß … wird hier gerechtfertigt. Es werden viele Phrasen nachgedroschen. Auch in den Betten. Man sieht diesen Gauner und seine Gesinnungsgenossen und -genossinnen so und sooft darin. Es wird eine so wilde und wahllose Sinnenlust vorexerziert – selbst die Chinesin fehlt nicht –, daß man schließlich nicht einmal schockiert, sondern bloß angeödet ist.“

„Mit Himbeergeist geht alles besser ist eine Komödie, die fünfzehn Jahre nach Kriegsende bereits wieder Witze über Aspekte der Nazizeit – und deren Folgen – machen konnte. So mancher Nazi-Bonze, wird suggeriert, ist mit Kriegsende keineswegs verschwunden. Es gibt sie noch, es geht ihnen gut, sie haben nur die Geschäftsbelange etwas verändert, verdienen sich den Lebensunterhalt jedoch nach wie vor mit Blutgeld. Der ehemalige Hauptmann Niederberger etwa, nun als Waffenschieber in den Diensten Ägyptens, weiß zuversichtlich: ‚Irgendwo ist immer Krieg!‘“

„Was der, dem Friedensberuf des Helden entlehnte, Titel nicht erwarten lässt: ein witzig erdachter und von Fischer und einer, neue Seiten zeigenden, Marianne Koch in atmosphärischer Umwelt charmant interpretierter, flott musikuntermalter und photographisch sauberer Streifen, der auch anspruchsvollere Zuschauer sehr unterhält.“

„Leicht ironisch gefärbte Komödie.“